# Castillo de Santa Bárbara
Das Castillo de Santa Bárbara (auf valencianisch Castell de Santa Bàrbara, von spanisch „Burg oder Schloss von Santa Barbara“) ist eine Sehenswürdigkeit der Stadt Alicante und befindet sich im Stadtzentrum auf dem Berg Benacantil, der mit einer Höhe von 166 msnm und seiner Angrenzung ans Meer einen großen strategischen Wert für die Stadt besitzt. An der Silhouette des Berges ist die sogenannte «la cara del moro» (deutsch „das Maurengesicht“ oder auch „das Arabergesicht“), die Ikone der Stadt, abgebildet. Diese kann vom Strand und Hafen aus betrachtet werden.

## Geschichte
Auf dem 166 Meter hohen Berg Benacantil thront über der Stadt eine der flächenmäßig größten Burganlagen Europas. Die Bedeutung dieser Burg wird aus den dortigen archäologischen Funden ersichtlich; Reste aus der Bronzezeit, Spuren der Iberer, der Römer und der Mauren, auf deren Wissen um die strategische Lage des Berges der Bau der Burg im 9. Jahrhundert zurückzuführen ist, die sich in drei verschiedene Teile gliedert.
Der höchstgelegene und zugleich älteste Teil der Burg trägt den Namen La Torreta und war der Standort des maurischen Alcázars. Der aus dem 11. bis 13. Jahrhundert stammende Zwischenteil wird Baluarte de los Ingleses, das Bollwerk der Engländer, genannt, der dritte und jüngste Teil aus dem 18. Jahrhundert heißt Revellín del Bon Repós.

## Legende über das Maurengesicht vom Berg Benacantil
Das Castillo de Santa Bárbara ist unmittelbar verbunden mit der örtlichen Legende um das sogenannte Maurengesicht an der Silhouette des Berges Benacantil. Dieser zufolge habe der Kalif für seine wunderschöne und einzige Tochter, Prinzessin Cántara, einen Gemahl gesucht. Um sich zwischen den beiden jungen Muslimen Aly und Almanzor entscheiden zu können, erhielten beide eine Aufgabe. Almanzor musste nach Indien reisen, um seiner Angebeteten seltene Pflanzen zu bringen, während Aly ein acequía (Bewässerungskanal) bauen musste, um für seine Geliebte das grüne Wasser aus Tibi nach Alicante zu transportieren. 
Der Legende nach habe Almanzor sich sehr stark auf seine Aufgabe konzentriert, während Aly seiner Geliebten Gedichte widmete. Dadurch verliebte Cántara sich in Aly. Jedoch war es letztendlich Almanzor, der nach seiner Rückkehr um ihre Hand anhalten durfte. Als Aly dies erfuhr, stürzte er sich untröstlich von der Bergspitze und starb. Cántara konnte sich ein Leben ohne Aly nicht vorstellen und sprang ebenfalls von der Bergspitze in den Tod. Erschüttert über den Tod seiner wunderschönen Tochter, starb auch der Kalif an seiner Trauer. Nach seinem Tod bildete sich an der Stelle, an der Cántara und Aly Suizid begangen hatten, ein Abbild seines Gesichtes. Begeistert von dieser Legende, soll der Hofstaat die Stadt Alicántara genannt haben, wovon angeblich der Name Alicante stammt.

## Namensherkunft
Als Erinnerung daran, dass die Burg am 4. Dezember 1248, dem Tag der hl. Barbara durch Alfonso X. von Kastilien von der maurischen Besetzung befreit wurde, erhielt die Burg den Namen der hl. Barbara.

## Zeittafel
| Name           | Begebenheit | Durch                                       |
| -------------- | --- | ------------------------------------------- |
| 9. Jahrhundert | Beginn des ersten Bauabschnittes La Torreta                                                                                      | Maurische Besatzer                          |
| 4.12.1248      | Eroberung durch kastilische Truppen                                                                                              | Alfonso X. von Kastilien                    |
| 1296           | Eroberung durch aragonesische Truppen                                                                                            | Jakob II.                                   |
| bis 1597       | Ausbau und Erweiterung der Festungsanlagen                                                                                       | Peter IV. Karl V. Philipp II.               |
| 1708           | Bombardierung durch französische Truppen während des Spanischen Erbfolgekrieges. Die Festung war von englischen Truppen besetzt. | Claude François Bidal, 1er marquis d’Asfeld |
| 1873           | Beschuss der Festung und der Stadt durch die Fregatte „Numancia“, während der „glorreichen Revolution“                           |                                             |
| bis 1962       | Nutzung der Anlage als Gefängnis                                                                                                 |                                             |
| 1963           | Öffnung der Anlage für die Öffentlichkeit                                                                                        |                                             |

## Bildergalerie

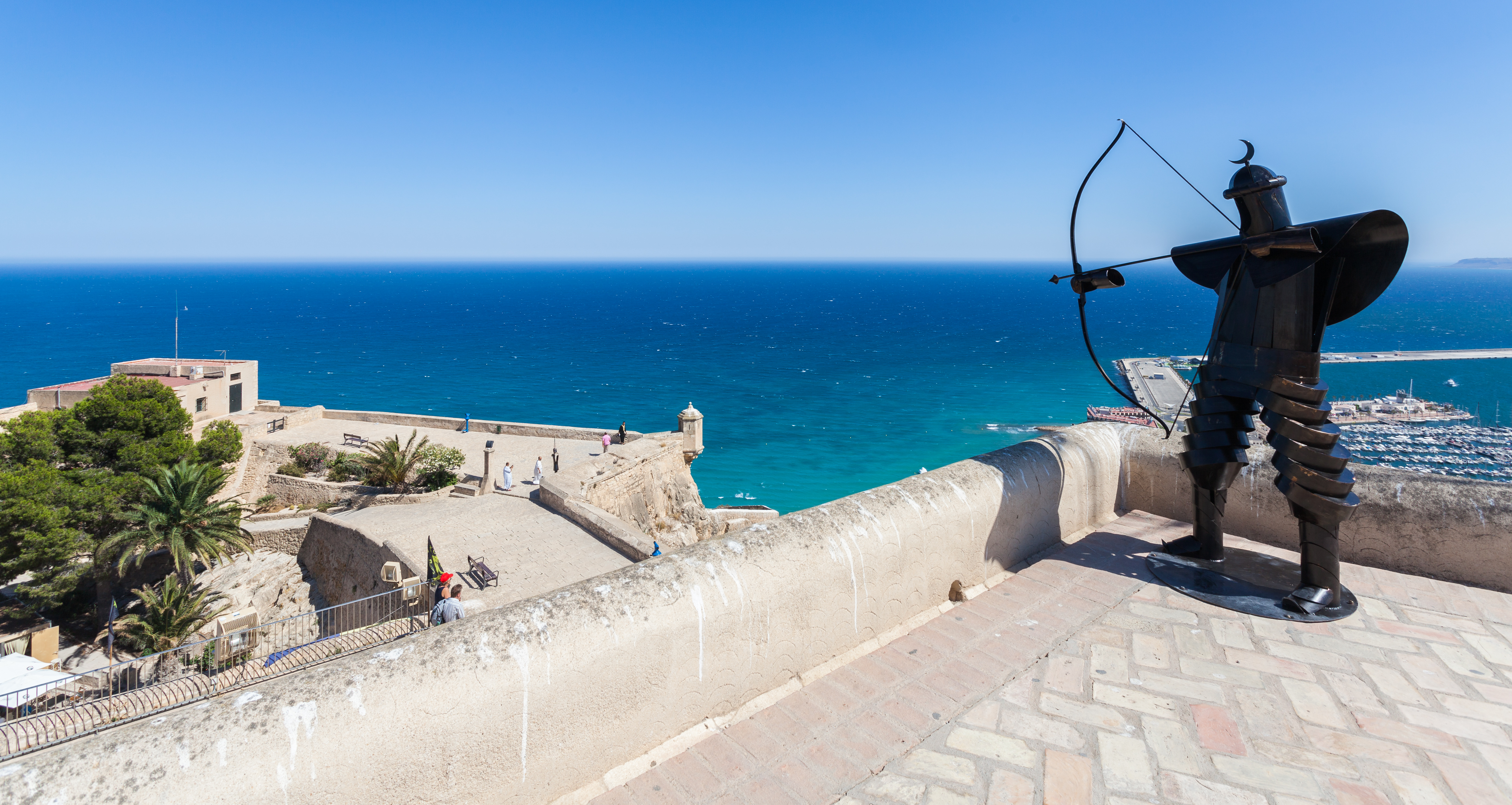
Skulptur eines Bogenschützen
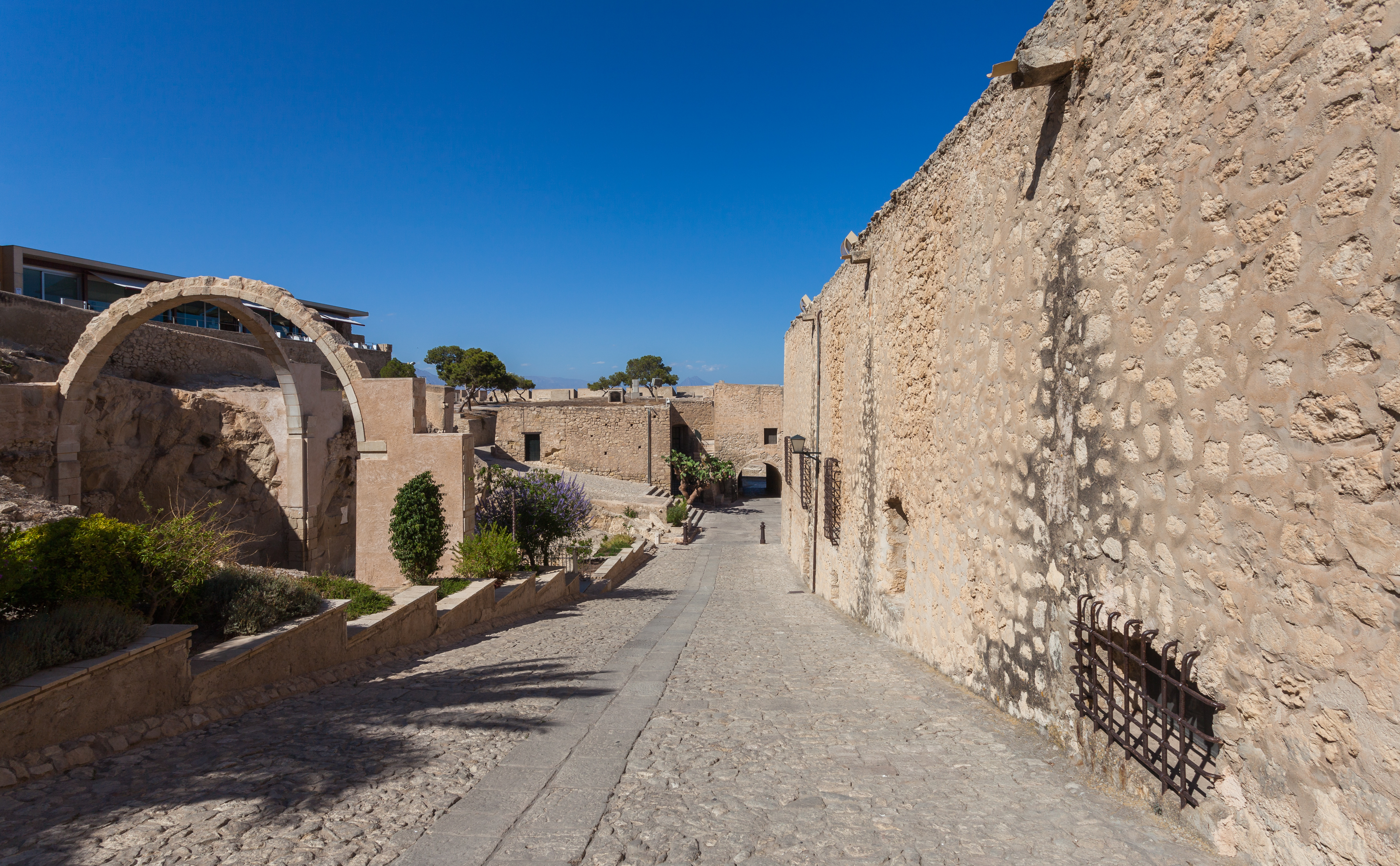
Innenansicht der Burg
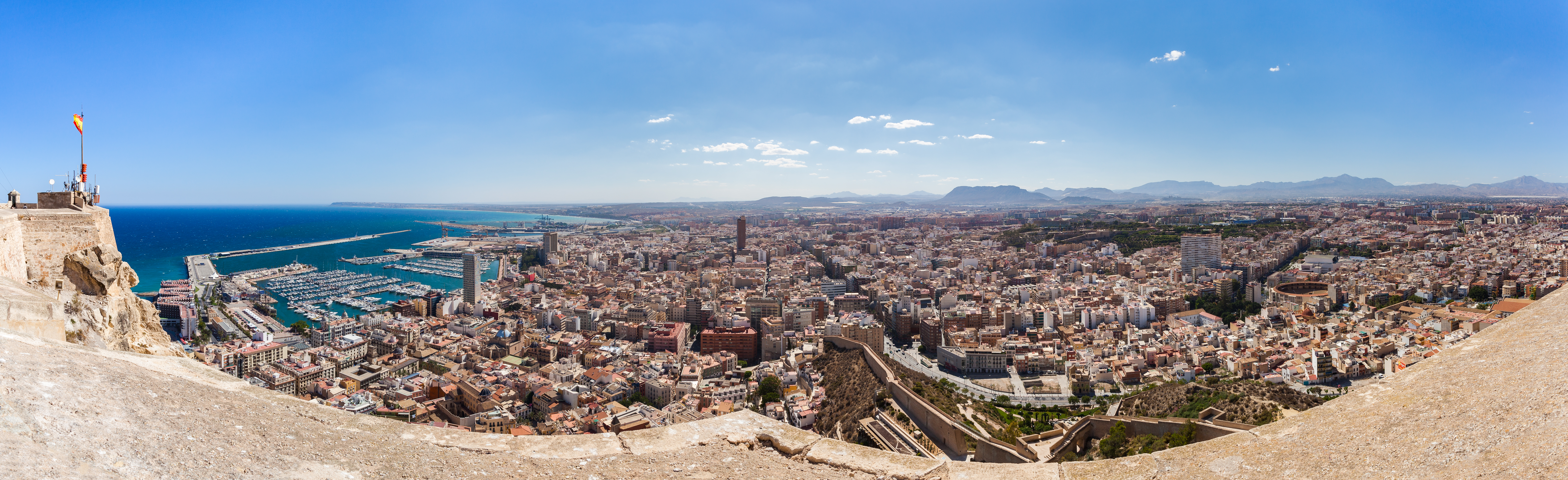
Ausblick von der Burg
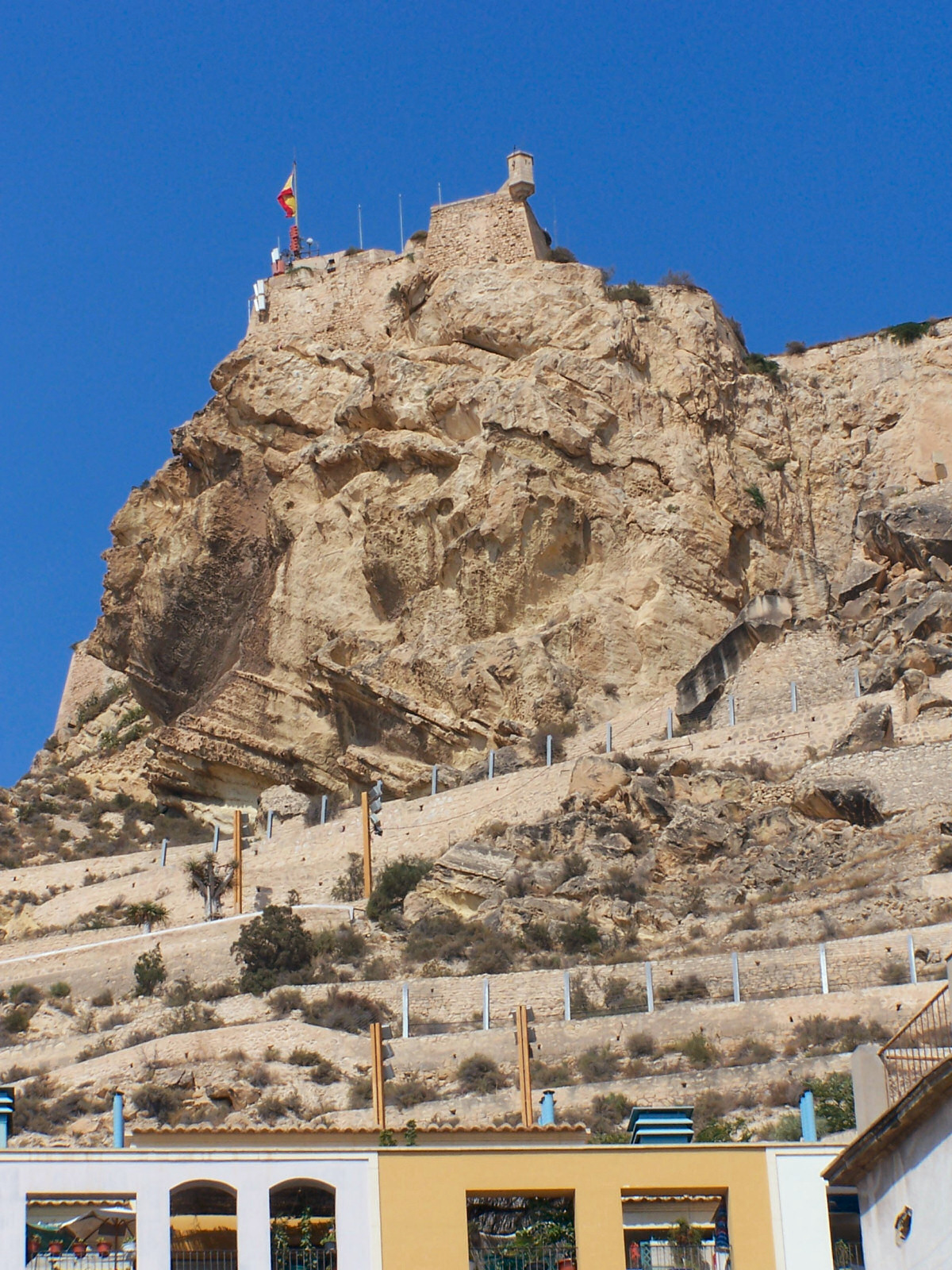
Das "Maurengesicht", die Ikone von Alicante
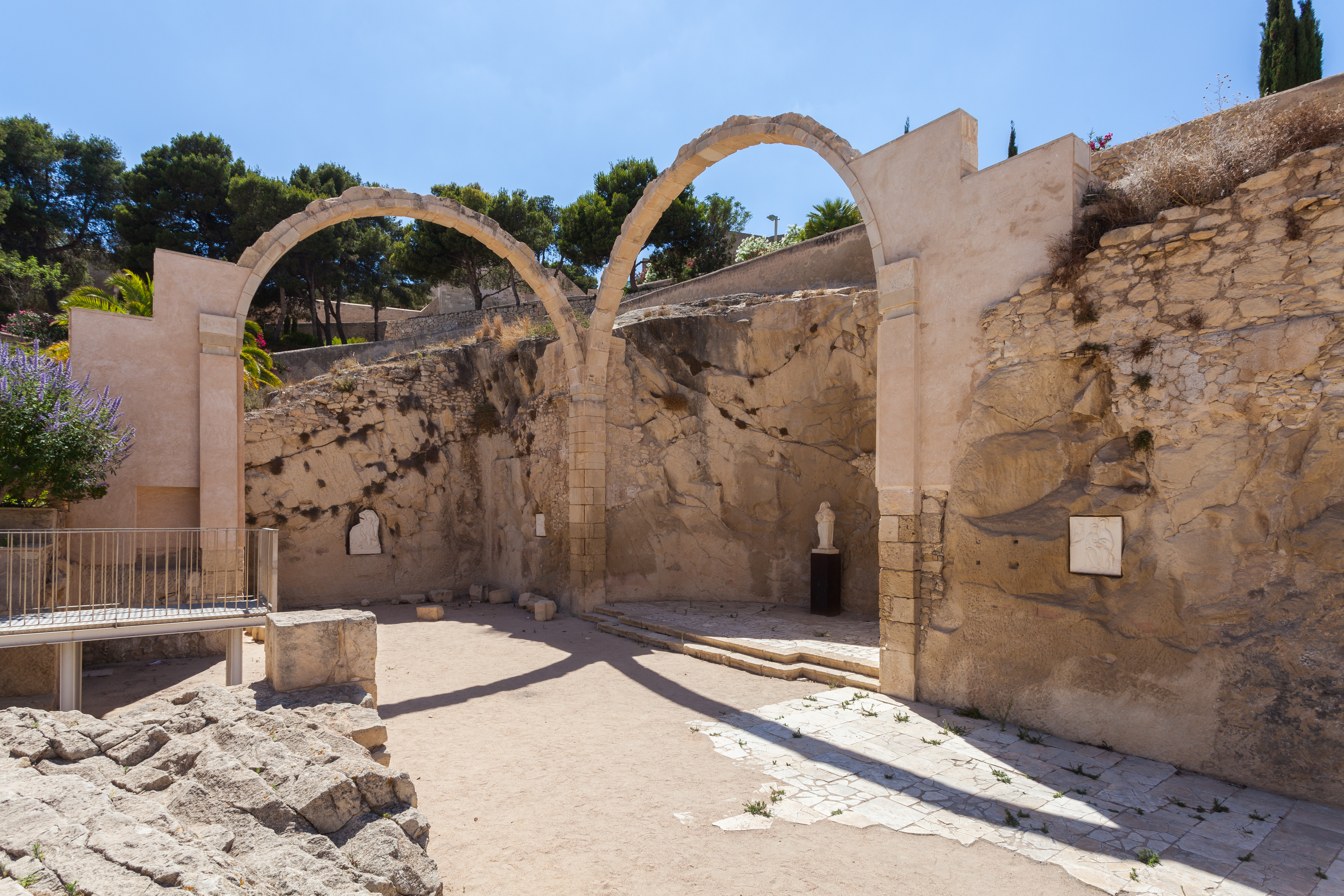
Reste einer Kirche auf der Burg
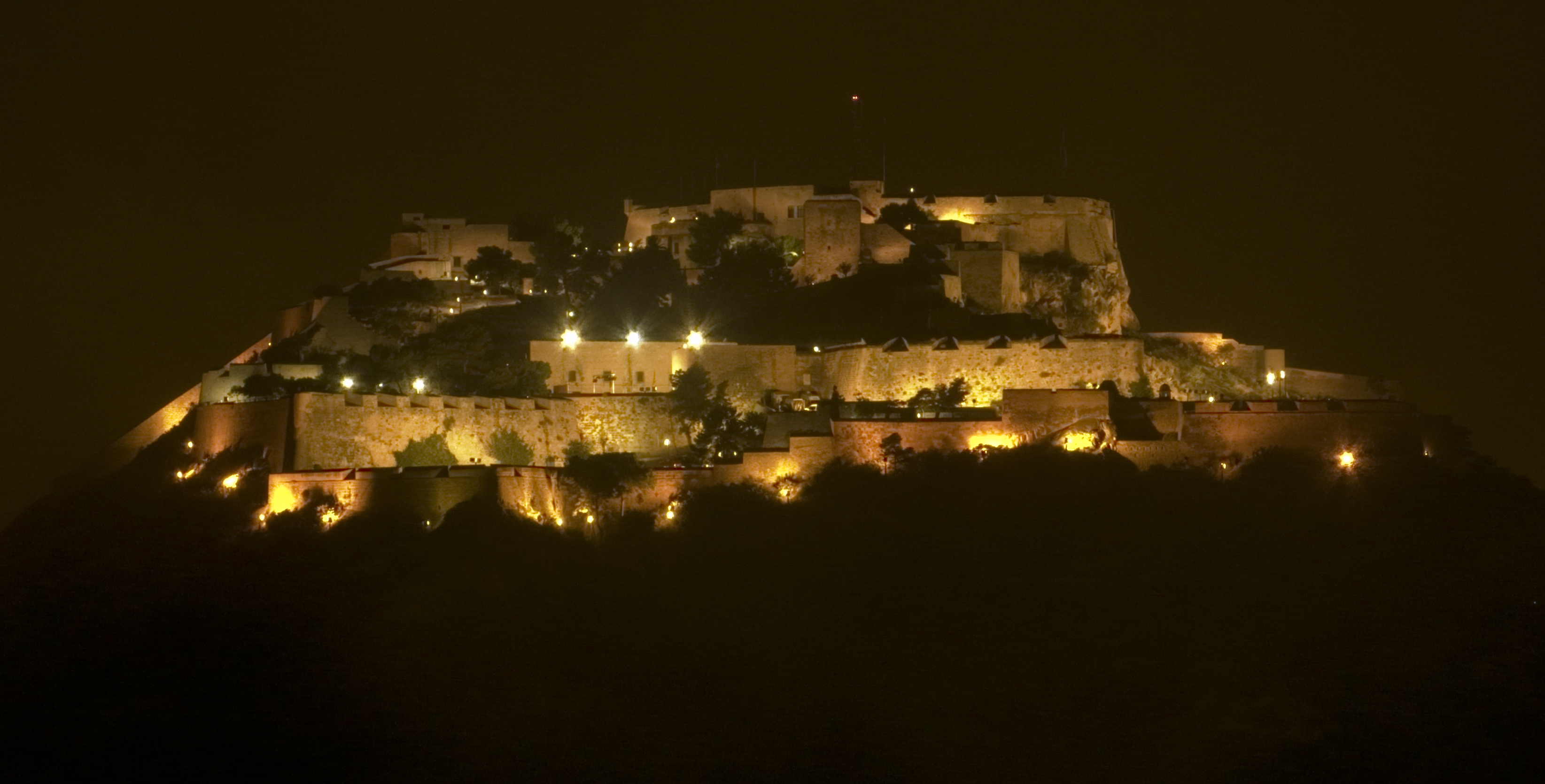
Burgansicht bei Nacht

## Zugang
- Aus der Altstadt führen mehrere hintereinanderliegende Treppenanlagen und Rampen auf den Berg hinauf. Diese sind in sehr gutem baulichen Zustand, allerdings weisen sie starke Steigungen auf und sind daher nur für körperlich leistungsfähige Menschen geeignet. Der Aufstieg dauert ca. 30 Minuten.
- Ein weiterer Zugang ist der Aufzug, den man im Inneren des Berges Benacantil angelegt hat und der über einen 200 m langen Tunnel von der Avenida de Jovellanos aus, gegenüber dem Postiguet-Strand, erreicht werden kann. Die Benutzung des Aufzuges kostet eine Gebühr, außerdem hat er nur eingeschränkte Betriebszeiten.
- Ebenfalls führt eine Straße (Avda. Alfonso el Sabio) auf der Rückseite des Berges bis zu einem gebührenfreien Parkplatz direkt im unteren Teil der Burg, dem Revellín del Bon Repós. Von dort ist ein weiterer Aufstieg zur Festungsanlage möglich.

Von der Burg Santa Barbara bis hinunter in die Altstadt verläuft der Park La Ereta, der auch als Zugang dient. Die Zugänge zur Burg werden in den Sommermonaten gegen 23 Uhr geschlossen.